# 2010-es kazak labdarúgó-bajnokság (első osztály)
A 2010-es Premjer-liga a kazak labdarúgó-bajnokság legmagasabb szintű versenyének 19. alkalommal megrendezett bajnoki éve volt. A pontvadászat 12 csapat részvételével 2010. március 22-én rajtolt, a záró fordulót november 6-án rendezték.
A bajnokságot a Tobil Kosztanaj csapata nyerte a címvédő Aktöbe FK, és a bronzérmes Jertisz Pavlodar előtt. Ez volt a klub első kazak bajnoki címe. Az élvonaltól az újonc Akzsajik és az Okzsetpesz búcsúzott, helyüket a Kajszar Kizilorda és a Vosztok Öszkemen foglalta el.
A gólkirályi címet a bajnokcsapat üzbég csatára, Ulugʻbek Baqoyev nyerte el 16 találattal, az Év Játékosá-nak járó díjat pedig szintén a bajnokcsapat játékosa, a támadó középpályás Nurbol Zsumaszkalijev vehette át.

## A bajnokság rendszere
A pontvadászat 12 csapat részvételével tavaszi-őszi lebonyolításban zajlott, mely két fő részből állt: egy alapszakaszból és egy felső-, és alsóházi helyosztó rájátszásból. Az alapszakasz során a 12 csapat körmérkőzéses rendszerben mérkőzött meg egymással: minden csapat minden csapattal kétszer játszott, egyszer pályaválasztóként, egyszer pedig vendégként.
Az alapszakasz végső sorrendjét a 22 bajnoki forduló mérkőzéseinek eredményei határozták meg a szerzett összpontszám alapján kialakított rangsor szerint. A mérkőzések győztes csapatai 3 pontot, döntetlen esetén mindkét csapat 1-1 pontot kapott. Vereség esetén nem járt pont.
Azonos összpontszám esetén az alapszakasz sorrendjét az alábbi szempontok alapján határozták meg:
1. a bajnokságban elért győzelmek száma
2. a bajnoki mérkőzések gólkülönbsége

A helyosztó rájátszásokban a csapatok magukkal vitték minden alapszakaszbeli eredményüket, a helyosztó csoportokon belül pedig újra körmérkőzéses rendszerben mérkőztek meg egymással. Minden csapat minden csapattal kétszer játszott, egyszer pályaválasztóként, egyszer pedig vendégként. A helyosztó rájátszás, egyben a bajnokság végső sorrendjét a 32 bajnoki forduló eredményei alapján határozták meg. A bajnokság első helyezett csapata a felsőházi rájátszásban a legtöbb összpontszámot szerzett egyesület, míg az utolsó helyezett csapat az alsóházi rájátszásban a legkevesebb összpontszámot szerzett egyesület volt.
Azonos összpontszám esetén a bajnoki sorrendet az alábbi szempontok alapján határozták meg:
1. az alapszakaszban elért győzelmek száma
2. a bajnoki mérkőzések gólkülönbsége
3. a bajnoki mérkőzéseken szerzett gólok száma

A felsőházi rájátszás győztese lett a 2010-es kazak bajnok, a 11. és 12. helyezett csapatok pedig kiestek a másodosztályba.

## Változások a 2009-es szezonhoz képest
A bajnokság rendszerének átszervezése mellett a csapatok számát 14-ről 12-re csökkentették, így négy kieső és csak két feljutó volt az előző idényt követően.
Kiesett az élvonalból
- Kazakmisz, 12. helyezettként
- Kajszar Kizilorda, 13. helyezettként
- Kizilzsar, 14. helyezettként
- Vosztok Öszkemen, fennálló tartozásai miatt 10. helyezettként zárták ki

Feljutott az élvonalba
- Kajrat Almati, a másodosztály győzteseként
- Akzsajik, a másodosztály ezüstérmeseként

## Részt vevő csapatok
| Csapat            | Székhely    | Stadion                         | 2009        |
| ----------------- | ----------- | ------------------------------- | ----------- |
| Aktöbe FK         | Aktöbe      | Központi stadion                | 1.          |
| Akzsajik          | Oral        | Petr Atojan Stadion             | 2. (II. o.) |
| Atirau FK         | Atirau      | Munajsi Stadion                 | 6.          |
| Jertisz Pavlodar  | Pavlodar    | Központi stadion                | 9.          |
| Kajrat Almati     | Almati      | Központi stadion                | 1. (II. o.) |
| Lokomotiv Asztana | Asztana     | Kazsimukan Munaitpaszov Stadion | 2.          |
| Okzsetpesz        | Köksetau    | Torpedo Stadion                 | 11.         |
| Ordabaszi Simkent | Simkent     | Kazsimukan Munaitpaszov Stadion | 7.          |
| Sahter Karagandi  | Karagandi   | Sahter Stadion                  | 3.          |
| Taraz FK          | Taraz       | Központi stadion                | 8.          |
| Tobil Kosztanaj   | Kosztanaj   | Központi stadion                | 4.          |
| Zsetiszu          | Taldikorgan | Zsetiszu Stadion                | 5.          |

## Végeredmény
| #   | Csapat                  | M  | GY | D  | V  | G+ – G– | GK  | P                                                           | Megjegyzések                                   |
| --- | ----------------------- | -- | -- | -- | -- | ------- | --- | ----------------------------------------------------------- | ---------------------------------------------- |
| 1.  | Tobil Kosztanaj (B)     | 32 | 19 | 7  | 6  | 53–25   | +28 | 64                                                          | 2011–2012-es Bajnokok Ligája – 2. selejtezőkör |
| 2.  | Aktöbe FKCV             | 32 | 19 | 6  | 7  | 56–30   | +26 | 63                                                          | 2011–2012-es Európa-liga – 2. selejtezőkör1    |
| 3.  | Jertisz Pavlodar        | 32 | 16 | 8  | 8  | 39–30   | +9  | 56                                                          | 2011–2012-es Európa-liga – 1. selejtezőkör     |
| 4.  | Lokomotiv Asztana (KGY) | 32 | 14 | 8  | 10 | 41–28   | +13 | 50 \| rowspan = "2" style = "background-color: #fafafa;" \| |                                                |
| 5.  | Atirau FKK              | 32 | 13 | 5  | 14 | 36–44   | −8  | 44                                                          |                                                |
| 6.  | Sahter Karagandi        | 32 | 11 | 8  | 13 | 32–30   | +2  | 41                                                          | 2011–2012-es Európa-liga – 1. selejtezőkör1    |
|     |                         |    |    |    |    |         |     |                                                             |                                                |
| 7.  | Zsetiszu                | 32 | 13 | 10 | 9  | 36–26   | +10 | 49 \| rowspan = "4" style = "background-color: #fafafa;" \| |                                                |
| 8.  | Ordabaszi Simkent       | 32 | 12 | 9  | 11 | 37–34   | +3  | 45                                                          |                                                |
| 9.  | Taraz FK                | 32 | 9  | 10 | 13 | 36–40   | −4  | 37                                                          |                                                |
| 10. | Kajrat AlmatiÚ          | 32 | 6  | 11 | 15 | 17–38   | −21 | 29                                                          |                                                |
| 11. | AkzsajikÚ (K)           | 32 | 7  | 5  | 20 | 33–58   | −25 | 26                                                          | Birinsi Liga                                   |
| 12. | Okzsetpesz (K)          | 32 | 6  | 7  | 19 | 24–57   | −33 | 25                                                          | Birinsi Liga                                   |

Forrás: lyakhov.kz (oroszul) 
A rangsorolás alapszabályai: 1. összpontszám, 2. az alapszakaszban elért győzelmek száma, 3. a bajnoki mérkőzések gólkülönbsége, 4. a bajnoki mérkőzéseken szerzett gólok száma.
1A Lokomotiv Asztana nyerte a 2010-es kazak kupát, azonban nem kapott UEFA-klublicencet, mivel megalapítása óta nem szerepelt három bajnoki évnyit a kazak labdarúgórendszerben, így nem léphet az európaikupa-porondra. Helyét a 2011–2012-es Európa-liga 2. selejtezőkörében a bajnoki ezüstérmes Aktöbe FK vette át, a kupadöntős Sahter Karagandi pedig az 1. selejtezőkörben indult.
(B): Bajnokcsapat, (K): Kieső csapat, (F): Feljutó csapat, (I): Kupainduló, (R): A rájátszás győztese, (KGY): Kupagyőztes

## Eredmények

### Alapszakasz
| Hazai \ Vendég1   | AKT | AKZ | ATI | JER | KAJ | LOK | OKZ | ORD | SAH | TAR | TOB | ZSE |
| Aktöbe FK         |     | 4–1 | 3–0 | 0–0 | 1–0 | 1–2 | 4–1 | 1–1 | 0–1 | 2–1 | 1–3 | 2–1 |
| Akzsajik          | 1–1 |     | 1–1 | 1–4 | 2–2 | 2–2 | 2–0 | 2–1 | 0–3 | 2–3 | 0–2 | 0–2 |
| Atirau FK         | 2–1 | 2–0 |     | 0–3 | 2–0 | 2–1 | 1–0 | 1–0 | 1–0 | 1–0 | 1–3 | 1–2 |
| Jertisz Pavlodar  | 2–1 | 1–0 | 3–0 |     | 0–0 | 3–1 | 1–0 | 0–0 | 3–1 | 2–1 | 0–0 | 1–0 |
| Kajrat Almati     | 0–2 | 0–0 | 1–0 | 0–0 |     | 2–2 | 1–0 | 1–0 | 0–1 | 0–0 | 0–1 | 0–3 |
| Lokomotiv Asztana | 0–1 | 2–0 | 1–0 | 3–0 | 0–0 |     | 4–0 | 1–0 | 4–0 | 3–0 | 2–0 | 1–0 |
| Okzsetpesz        | 0–1 | 0–1 | 0–6 | 2–4 | 0–1 | 2–1 |     | 3–2 | 0–1 | 2–2 | 1–3 | 0–0 |
| Ordabaszi Simkent | 0–2 | 2–0 | 2–1 | 1–0 | 1–1 | 3–1 | 1–1 |     | 1–0 | 1–0 | 1–2 | 2–1 |
| Sahter Karagandi  | 2–0 | 3–2 | 1–1 | 0–1 | 1–0 | 3–1 | 2–0 | 0–1 |     | 2–0 | 1–1 | 1–2 |
| Taraz FK          | 2–2 | 3–0 | 1–2 | 1–1 | 2–1 | 1–0 | 1–2 | 0–0 | 1–5 |     | 0–1 | 2–2 |
| Tobil Kosztanaj   | 2–1 | 3–1 | 2–2 | 4–1 | 3–1 | 0–1 | 4–0 | 2–0 | 0–0 | 1–0 |     | 0–1 |
| Zsetiszu          | 0–1 | 2–1 | 1–2 | 0–0 | 1–0 | 1–0 | 2–2 | 0–0 | 0–0 | 1–0 | 0–0 |     |

Forrás: lyakhov.kz (oroszul) 
1A hazai csapatok a bal oldali oszlopban szerepelnek.
Színek: Zöld = hazai győzelem; Sárga = döntetlen; Piros = vendéggyőzelem.
 

### Helyosztók
| Hazai \ Vendég1   | AKT | ATI | JER | LOK | SAH | TOB |
| Aktöbe FK         |     | 2–0 | 1–0 | 1–1 | 2–0 | 2–0 |
| Atirau FK         | 2–5 |     | 1–2 | 0–0 | 1–1 | 0–2 |
| Jertisz Pavlodar  | 1–3 | 1–2 |     | 0–1 | 1–0 | 2–1 |
| Lokomotiv Asztana | 2–2 | 2–0 | 0–1 |     | 1–1 | 0–0 |
| Sahter Karagandi  | 0–1 | 0–1 | 1–1 | 0–1 |     | 0–1 |
| Tobil Kosztanaj   | 2–5 | 3–0 | 4–0 | 2–0 | 1–1 |     |

| Hazai \ Vendég1   | AKZ | KAJ | OKZ | ORD | TAR | ZSE |
| Akzsajik          |     | 2–0 | 2–0 | 4–0 | 1–2 | 0–3 |
| Kajrat Almati     | 2–1 |     | 1–0 | 1–5 | 0–3 | 0–1 |
| Okzsetpesz        | 1–0 | 1–1 |     | 3–1 | 0–0 | 1–0 |
| Ordabaszi Simkent | 1–2 | 1–1 | 4–1 |     | 1–0 | 1–1 |
| Taraz FK          | 2–0 | 0–0 | 3–1 | 1–1 |     | 1–1 |
| Zsetiszu          | 4–2 | 2–0 | 0–0 | 0–2 | 2–3 |     |

## A góllövőlista élmezőnye
Forrás: Kazak Labdarúgó-szövetség (oroszul).
16 gólos
- Ulugʻbek Baqoyev (Tobil Kosztanaj)

15 gólos
- Georgi Daszkalov (Jertisz Pavlodar)
- Nurbol Zsumaszkalijev (Tobil Kosztanaj)

14 gólos
- Moses Sakyi (Akzsajik)

13 gólos
- Danilo Belić (Zsetiszu)

11 gólos
- Igor Bugaev (Lokomotiv Asztana)

10 gólos
- Murat Tlesev (Aktöbe FK)

## Nemzetközikupa-szereplés

### Eredmények
| Csapat           | Kupa            | Forduló         | Ellenfél        | 1. mérk. | 2. mérk. | Össz. |
| ---------------- | --------------- | --------------- | --------------- | -------- | -------- | ----- |
| Aktöbe FK        | Bajnokok Ligája | 2. selejtezőkör | Olimpi Rusztavi | 2–0      | 1–1      | 3–1   |
| Aktöbe FK        | Bajnokok Ligája | 3. selejtezőkör | Hapóél Tel-Aviv | 1–0      | 1–3      | 2–3   |
| Aktöbe FK        | Európa-liga     | Rájátszás       | AZ              | 0–2      | 2–1      | 2–3   |
| Atirau FK        | Európa-liga     | 2. selejtezőkör | Győri ETO       | 0–3      | 0–2      | 0–5   |
| Sahter Karagandi | Európa-liga     | 2. selejtezőkör | Ruch Chorzów    | 1–2      | 0–1      | 1–3   |
| Tobil Kosztanaj  | Európa-liga     | 1. selejtezőkör | Zrinjski Mostar | 1–2      | 1–2      | 2–4   |

Megjegyzés: Az eredmények minden esetben a kazak labdarúgócsapatok szemszögéből értendőek, a dőlttel írt mérkőzéseket pályaválasztóként játszották.

### UEFA-együttható
A nemzeti labdarúgó-bajnokságok UEFA-együtthatóját a kazak csapatok Bajnokok Ligája-, és Európa-liga-eredményeiből számítják ki. Kazahsztán a 2010–11-es bajnoki évben 0,875 pontot szerzett, ezzel a 42. helyen zárt.
| Csapat           | SGY | SD | SV | GY | D | V | Bónusz | Pont  | Átlag |
| ---------------- | --- | -- | -- | -- | - | - | ------ | ----- | ----- |
| Aktöbe FK        | 3   | 1  | 2  | 0  | 0 | 0 | 0,000  | 3,500 |       |
| Atirau FK        | 0   | 0  | 2  | 0  | 0 | 0 | 0,000  | 0,000 |       |
| Sahter Karagandi | 0   | 0  | 2  | 0  | 0 | 0 | 0,000  | 0,000 |       |
| Tobil Kosztanaj  | 0   | 0  | 2  | 0  | 0 | 0 | 0,000  | 0,000 |       |
| Összesen         | 3   | 1  | 8  | 0  | 0 | 0 | 0,000  | 3,500 | 0,875 |

## Külső hivatkozások
- Hivatalos oldal (Kazak labdarúgó-szövetség) (oroszul), (kazahul)
- lyakhov.kz – A kazahsztáni labdarúgás oldala (oroszul)
- Eredmények és tabella az rsssf.com-on (angolul)
- Eredmények és tabella a Soccerwayen (angolul)